# Zypern-Zeder

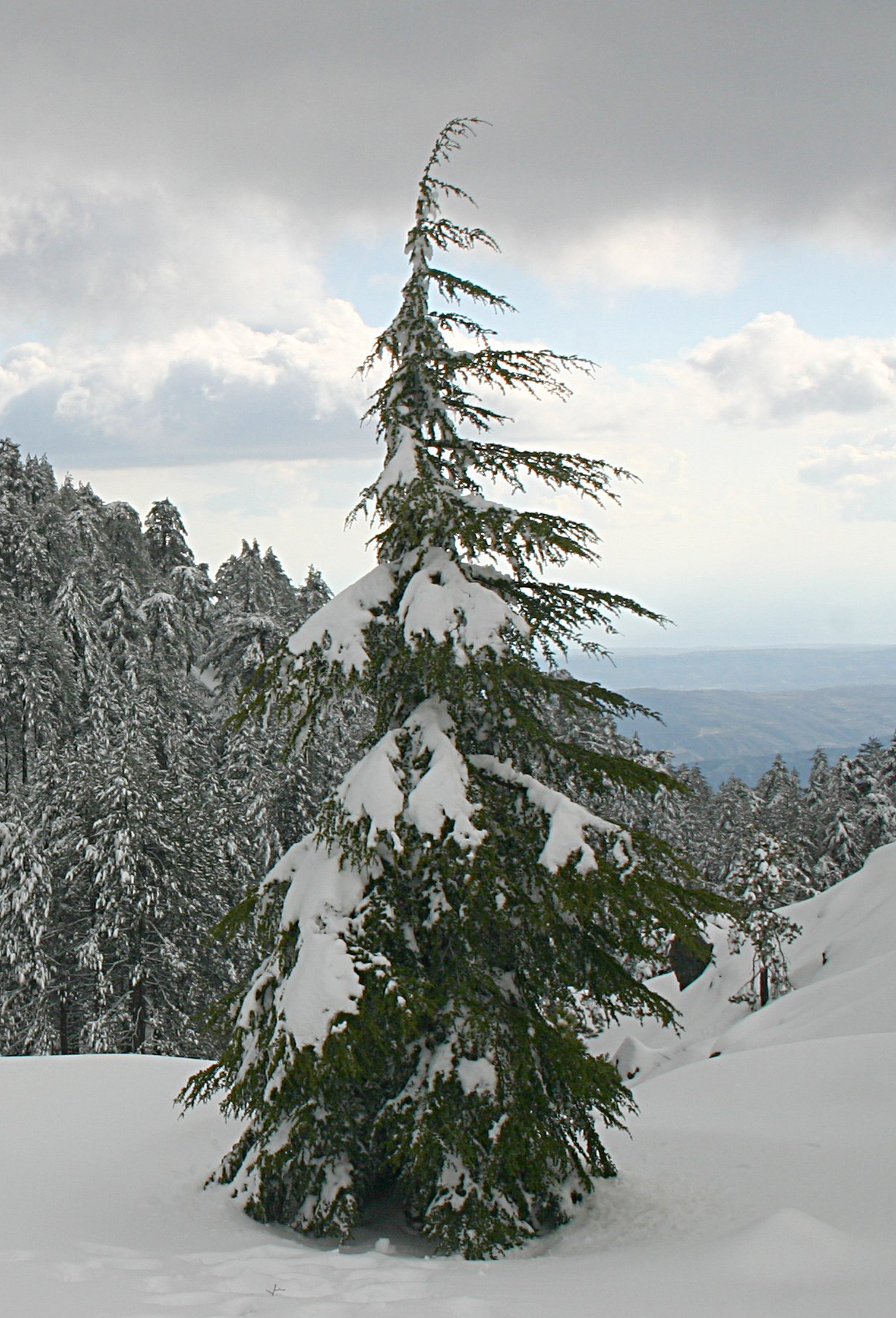
Junger Baum

Die Zypern-Zeder  (Cedrus libani var. brevifolia Hook.f., Syn.: Cedrus brevifolia (Hook.f.) Elwes & A.Henry) ist eine Pflanzenart aus der Gattung der Zedern (Cedrus) in der Familie der Kieferngewächse (Pinaceae).

## Beschreibung
Die Zypern-Zeder ist ein immergrüner Baum, der am Naturstandort Wuchshöhen bis knapp 20 Meter erreicht. Der Stammdurchmesser kann 1 Meter überschreiten. Die Äste verlaufen horizontal und sind relativ kurz. Die Krone alter Exemplare ist breit und schirmförmig.
Die 5 bis 8 (bis 12) Millimeter langen nadelförmigen Blätter sind dick und blaugrün.
Die weiblichen Zapfen sind zylindrisch mit einer deutlichen Verdickung am konkav zulaufenden Ende. Sie werden etwa 7 Zentimeter lang und 4 Zentimeter breit.

## Verbreitung und Gefährdung
Die Zypern-Zeder wächst endemisch auf der Mittelmeerinsel Zypern, wo sie im Troodos-Gebirge und in den Gebirgsregionen von Pophos und Tripylos in Höhenlagen von etwa 1350 Metern vorkommt. Ihr Verbreitungsgebiet ist etwa 5 Quadratkilometer groß.
Auf der Roten Liste der IUCN wird sie als gefährdet („vulnerable“) eingestuft.

## Systematik
Die Erstbeschreibung erfolgte 1880 Joseph Dalton Hooker unter dem Namen Cedrus libani var. brevifolia Hook f. als eine Varietät der Cedrus libani. Augustine Henry stellte sie 1908 in Elwes und Henry: Trees of Great Britain and Ireland als Cedrus brevifolia in den Rang einer Art. Die Zypern-Zeder ist wie die nordafrikanische Atlas-Zeder (Cedrus atlantica (Endl.) G.Manetti ex Carrière) eng verwandt mit der Libanon-Zeder und wird von einigen Botanikern als Unterart der Libanon-Zeder angesehen (Cedrus libani subsp. brevifolia (Hook.f.) Meikle).